# Bogusław Przeczek
Bogusław Przeczek (ur. 15 października 1934 w Rybniku, zm. 16 grudnia 2020 tamże) – polski inżynier górnik, poseł na Sejm PRL III kadencji.

## Życiorys
Syn Józefa i Wilhelminy, jego ojciec był dyrektorem Okręgowego Urzędu Górniczego. Uzyskał wykształcenie wyższe na Politechnice Śląskiej, z zawodu był inżynierem górnikiem i ekonomistą. Był autorem i współautorem patentów i wzorów użytkowych z zakresu techniki. Pracował w Głównym Instytutem Górnictwa, następnie w Kopalni Węgla Kamiennego Gliwice. Doszedł do stanowiska sztygara oddziałowego w Kopalni Węgla Kamiennego „Knurów”. Wstąpił do Polskiej Zjednoczonej Partii Robotniczej, z jej ramienia w 1961 został posłem na Sejm PRL z okręgu Rybnik, w trakcie kadencji zasiadał w Komisji Przemysłu Ciężkiego, Chemicznego i Górnictwa. W latach 1969–1980 główny inżynier górniczy i naczelny inżynier w Kopalni Węgla Kamiennego Rymer, następnie w 1980 objął stanowisko dyrektora KWK Chwałowice. Na początku lat 90. przeszedł na emeryturę, pracował jednak przy projektach górniczych w Niemczech. Zajmował stanowisko radnego wojewódzkiego i radnego rybnickiej rady miejskiej. Był prezesem Stowarzyszenia Współpracy Międzynarodowej „Rybnik–Europa”, a także członkiem władz Towarzystwa Miłośników Rybnika.
Był żonaty, miał dwoje dzieci. Został pochowany na cmentarzu komunalnym w Rybniku.